# Ihre Volksbank Neckar Odenwald Main Tauber
Ihre Volksbank eG Neckar Odenwald Main Tauber ist eine deutsche Genossenschaftsbank mit Sitz in Tauberbischofsheim und Wertheim im Main-Tauber-Kreis (Baden-Württemberg). 

## Geschichte
Seit dem Jahre 1862 ergaben sich die folgenden Ereignisse im Gebiet der ehemaligen Volksbank Main-Tauber bzw. deren Vorgängerinstitutionen:
- 1862: Gründung des Spar- und Vorschussvereins Tauberbischofsheim (später: Volksbank)
- 1868: Gründung des Vorschussvereins in Wertheim
- 1870: Gründung der Spar- und Vorschussbank Mergentheim (später: Bad Mergentheim)
- 1882: Gründung der Raiffeisenbank Schollbrunn
- 1906: Gründung der Raiffeisenbank Kreuzwertheim
- 1972: Fusion der Volksbank Wertheim mit der Raiffeisenbank Main-Tauber, der Spar- und Kreditbank Külsheim und der Raiffeisenkasse Dörlesberg
- 1973–1976: Fusion der Volksbank Wertheim mit den Raiffeisenkassen Eiersheim, Steinbach, Hundheim, Höhefeld und Uissigheim
- 1978:	Fusion der Raiffeisenbank Tauberbischofsheim mit der Volksbank TBB-Lauda und der Raiffeisenkasse Gerchsheim zur Volksbank eG Tauberbischofsheim
- 1980:	Fusion der Raiffeisenbank Kreuzwertheim, Hasloch und Schollbrunn zur Raiffeisenbank Kreuzwertheim-Hasloch
- 1981:	Fusion der Raiffeisenbank Großrinderfeld und der Raiffeisenkasse Krensheim mit der Volksbank Tauberbischofsheim zur Volksbank Tauber eG
- 1993:	Fusion der Raiffeisenbanken Markelsheim und Edelfingen-Löffelstelzen mit der Volksbank Bad Mergentheim eG
- 1995:	Fusion der Raiffeisenbank Wertheim-Dertingen mit der Volksbank Wertheim eG
- 1998:	Fusion der Raiffeisenbank Wenkheim mit der Volksbank Tauber eG
- 1998:	Fusion der Raiffeisenbank Igersheim eG mit der Volksbank Bad Mergentheim eG
- 2000:	Fusion der Volksbank Boxberg mit der Volksbank Tauber eG
- 2002:	Fusion der Raiffeisenbank Kreuzwertheim-Hasloch, der Volksbank Tauber und der Volksbank Wertheim zur Volksbank Main-Tauber eG
- 2009:	Fusion der Volksbank Bad Mergentheim eG mit der Volksbank Main-Tauber eG
- 2012:	150-jähriges Jubiläum der Volksbank Main-Tauber eG
- 2016:	Fusion mit der Raiffeisenbank Altertheim eG
- 2021: Fusion mit der Volksbank Vorbach-Tauber eG.
- 2023: Fusionen mit der Volksbank Mosbach eG  und der Raiffeisenbank Eichenbühl und Umgebung eG.[4]

## Organisationsstruktur

### Rechtsgrundlagen
Rechtsgrundlagen der Bank sind ihre Satzung  und das Genossenschaftsgesetz. Die Organe der Genossenschaftsbank sind der Vorstand, der Aufsichtsrat und die Vertreterversammlung. Die Bank ist der amtlich anerkannten BVR Institutssicherung GmbH und der zusätzlichen freiwilligen Sicherungseinrichtung des Bundesverbandes der Deutschen Volksbanken und Raiffeisenbanken e.V. angeschlossen.

### Niederlassungen
Die Bank unterhält 30 Geschäftsstellen, davon 3 Hauptstellen (in Bad Mergentheim, Tauberbischofsheim und Wertheim), 22 Filialen und 5 SB-Filialen. Diese befinden sich hauptsächlich im Main-Tauber-Kreis, vereinzelt jedoch auch im Landkreis Main-Spessart (Kreuzwertheim) und im Landkreis Würzburg (Oberaltertheim).

## Ausbildung
Die Bank bietet Ausbildungen zur/zum Bankkauffrau/-mann oder ein  DH-Studium zum Bachelor of Arts.  Des Weiteren bietet die Bank Praktikumsplätze über einen Zeitraum von einer Woche bis vier Wochen an, um  Schülern die Möglichkeit zu bieten, den Bankberuf näher kennenzulernen.